# St.-Elisabeth-Krankenhaus Dortmund-Kurl

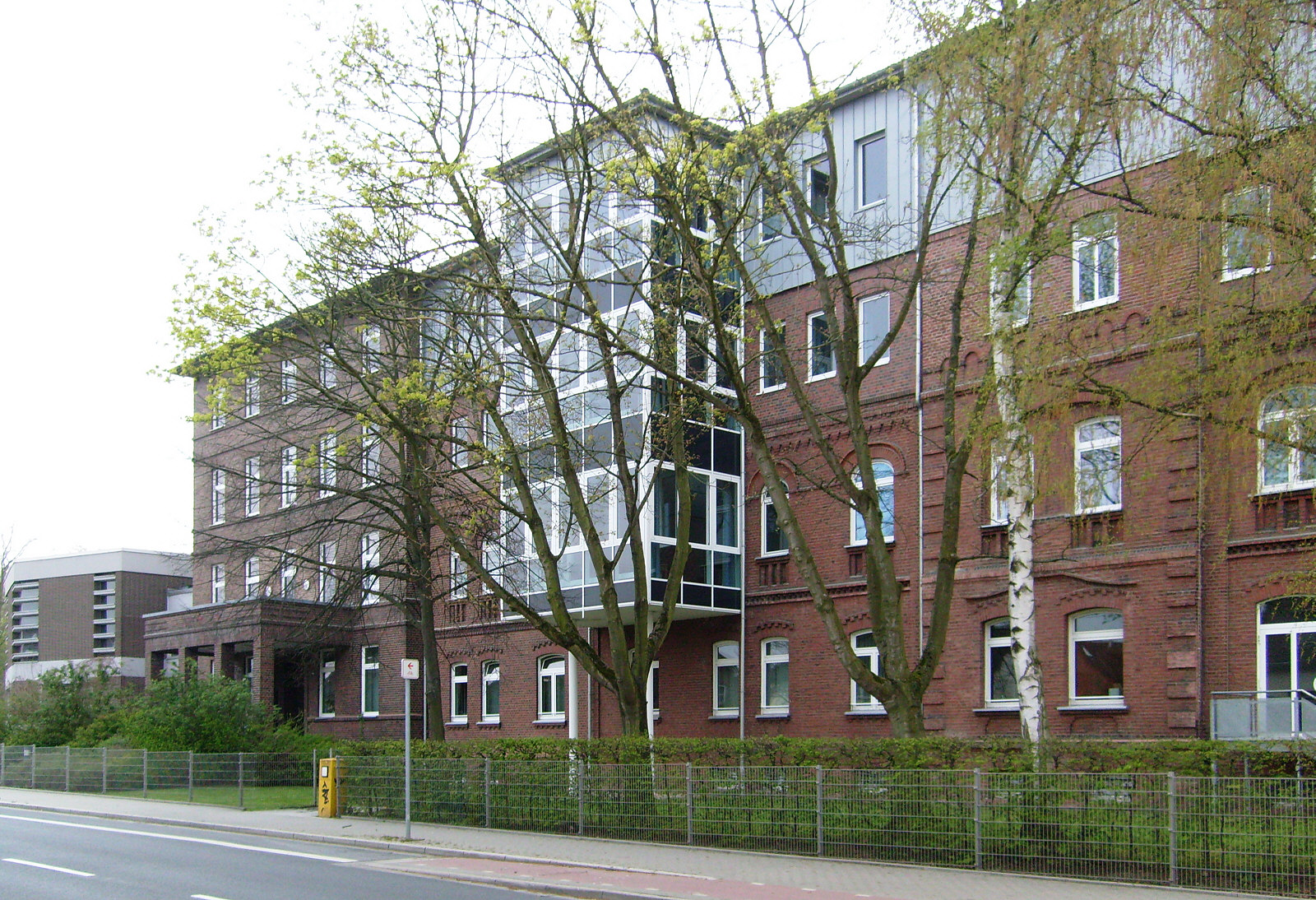
St.-Elisabeth-Krankenhaus Kurl 2008

Das St.-Elisabeth-Krankenhaus ist ein Krankenhaus der Grund- und Regelversorgung mit 70 Planbetten im Dortmunder Stadtteil Kurl. Das Krankenhaus hat seit 2005 einen rein geriatrischen Schwerpunkt. Trägergesellschaft ist die St.-Johannes-Gesellschaft, die unter anderem auch das St.-Johannes-Hospital Dortmund, das Marien Hospital Dortmund-Hombruch das St. Marien-Hospital Hamm betreibt. Mittlerweile gehört die St.-Johannes-Gesellschaft mit zur sogenannten St. Paulus Gesellschaft.

## Geschichte
Das Krankenhaus wurde 1902 auf Initiative der Katholischen Kirchengemeinde in Kurl gegründet. Das Haus führte die Fachabteilungen Innere Medizin, Chirurgie und Geburtshilfe und hatte zu Hochzeiten 200 Betten. In den 1990er Jahren entschloss man sich, den Schwerpunkt anders zu setzen. Es entstand mit der St-Elisabeth-Altenpflegeeinrichtung ein Anbau, der zu dem neu gewählten Schwerpunkt in Geriatrie passte. Seit 2005 hat das Krankenhaus 70 stationäre Betten sowie eine geriatrische Tagesklinik mit 15 Plätzen. Ebenfalls existiert dort eine Abteilung für Physiotherapie und Ergotherapie.
Im Jahre 2019 begannen die Bauarbeiten für einen weiteren Anbau am Krankenhaus, welche aktuell noch andauern bzw. sich in den letzten Zügen befindet. Dieser Anbau konnte im Jahr 2022 erfolgreich eröffnet werden und beinhaltet private Einzel - und Doppelzimmer mit einer angemessenen Ausstattung.